# Bernard J. Gehrmann

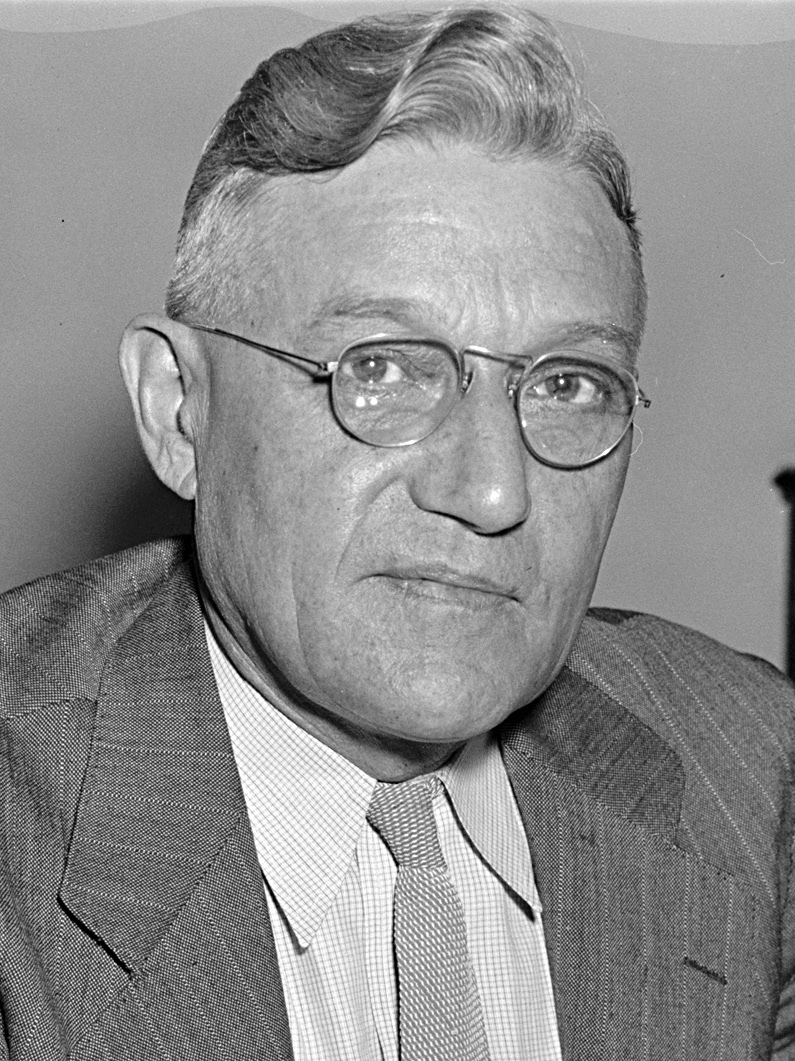
Bernard J. Gehrmann (1939)

Bernard John Gehrmann (* 13. Februar 1880 bei Königsberg, Ostpreußen; † 12. Juli 1958 in Mellen, Wisconsin) war ein US-amerikanischer Politiker deutscher Herkunft. Zwischen 1935 und 1943 vertrat er den Bundesstaat Wisconsin im US-Repräsentantenhaus.

## Werdegang
Bernard Gehrmann besuchte die öffentlichen Schulen in seiner ostpreußischen Heimat. Im Jahr 1893 wanderte er mit seinen Eltern in die Vereinigten Staaten aus, wo sich die Familie in Chicago niederließ. Dort arbeitete Gehrmann zunächst in einer Verpackungsfirma. Danach machte er bei einer deutschsprachigen Zeitung eine Lehre im Druckereihandwerk. Außerdem verbesserte er seine Bildung durch den Besuch von Abendschulen. Im Jahr 1896 zog Gehrmann nach Wisconsin, wo er sich auf einer Farm in der Nähe von Neillsville niederließ. Dort arbeitete er in den folgenden Jahren in der Landwirtschaft. Im Jahr 1915 bezog er eine andere Farm nahe Mellen. Dort begann er auch eine politische Laufbahn.
Zwischen 1916 und 1934 war Gehrmann Mitglied im Schulausschuss der Stadt Mellen. Von 1916 bis 1921 war er auch als Town Assessor seiner neuen Heimatstadt angestellt. Zwischen 1921 und 1932 war er Vorsitzender des Stadtrates. Außerdem leitete er zwischen 1920 und 1933 einige Schulen zur Weiterbildung der Farmer im Auftrag der University of Wisconsin. Politisch war Gehrmann damals Mitglied der Republikanischen Partei. Von 1927 bis 1933 saß er als Abgeordneter in der Wisconsin State Assembly. Im Jahr 1932 war er Delegierter zur Republican National Convention in Chicago, auf der US-Präsident Herbert Hoover zur Wiederwahl nominiert wurde. In den Jahren 1933 und 1934 gehörte Gehrmann dem Senat von Wisconsin an. In dieser Zeit wechselte er zur Wisconsin Progressive Party.
Bei den Kongresswahlen des Jahres 1934 wurde Gehrmann im zehnten Wahlbezirk von Wisconsin in das US-Repräsentantenhaus in Washington, D.C. gewählt, wo er am 3. Januar 1935 die Nachfolge von Hubert H. Peavey antrat. Nach drei Wiederwahlen konnte er bis zum 3. Januar 1943 vier Legislaturperioden im Kongress absolvieren. Dort wurden zunächst weitere New-Deal-Gesetze der Bundesregierung verabschiedet. Seit 1941 war auch die Arbeit des Kongresses von den Ereignissen des Zweiten Weltkrieges geprägt.
Bei den Wahlen des Jahres 1942 unterlag Gehrmann dem Republikaner Alvin O’Konski, der dann den zehnten Distrikt von Wisconsin bis zu dessen Auflösung im Jahr 1973 im Kongress vertrat. Zwischen 1943 und 1945 arbeitete Gehrmann für das Bundeslandwirtschaftsministerium. Zwischen 1946 und 1952 wurde er viermal in die State Assembly gewählt. Von 1954 bis 1957 war er auch noch einmal Mitglied des Staatssenats. Bernard Gehrmann starb am 12. Juli 1958 in Mellen und wurde dort auch beigesetzt.